# Список об'єктів Світової спадщини ЮНЕСКО в Чаді
У списку об'єктів Всесвітньої спадщини ЮНЕСКО в Чаді значиться 2 найменування (на 2013 рік), це 0,1 % загального числа (1092 на 2018 рік). 1 об'єкт включений у список за природним критерієм та 1 — за змішаними критеріями.
Станом на 2017 рік, 7 об'єктів на території Чаду перебувають у числі кандидатів на включення до списку всесвітньої спадщини.

## Об'єкти списку
| # | Зображення | Назва                                                   | Провінція      | Час створення    | Рік внесення до списку | №                                                     | Критерії     |
| - | ---------- | ------------------------------------------------------- | -------------- | ---------------- | ---------------------- | ----------------------------------------------------- | ------------ |
| 1 |            | Озера Уніанга                                           | Регіон: Еннеді | природний об'єкт | 2005 рік               | № 1400 [Архівовано 24 грудня 2018 у Wayback Machine.] | vii          |
| 2 |            | Природний і культурний ландшафт гірського масиву Еннеді | Регіон: Еннеді | природний об'єкт | 2016 рік               | № 1475 [Архівовано 7 червня 2017 у Wayback Machine.]  | iii, vii, ix |